# 江別市立江別第三中学校
江別市立江別第三中学校（えべつしりつ えべつだいさんちゅうがっこう）は、北海道江別市牧場町にある市立中学校。

## 概要
- 部活動にはマンドリン部というものがあり、江別市内でコンクールを行っている。
- 年間に三稜祭という行事がある。

## 沿革
- 1947年5月 開校
- 1985年8月27日 高知県土佐市立高岡中学校と姉妹校盟約を結ぶ
- 2011年4月 江別市立江北中学校を統合 [1]
- 2012年 特別支援学級「あすなろ」学級を開設

## 教育目標
- 緑豊かな自然と開拓者精神を受け継ぎ、未来社会を創造する輝く知性と豊かな心をもち、たくましく生き抜く人間の育成を目指し、「不易流行」の精神で伝統ある「三稜の教育」を推進する。
- 意欲的に学習に向かい、粘り強く課題を追求する生徒（知）
- 自他を敬愛し、豊かな心をもつ生徒（情）
- 物事を正しく判断し、責任ある行動がとれる生徒（意）
- 働く喜びを感じ、心身ともに健康な生徒（体）

## 部活動
運動部
- バドミントン部
- バスケットボール部
- 卓球部
- 野球部
- 剣道部

文化部
- マンドリン部
- 美術部
- パソコン部

## 校区
- 江別市立江別第一小学校
- 江別市立いずみ野小学校
- 江別市立北光小学校

## 周辺の施設
- 旧町村農場
  - 昔のまちむら農場の跡地
- セブンイレブン牧場店
- 江別蔦屋書店